# Matija Vojsalić
Matija Vojsalić fue el último miembro conocido políticamente activo de la casa nobiliaria bosnia de Hrvatinić.
Fue mencionado por última vez en 1476, en el documento conservado en los archivos de la República de Ragusa. Fue nombrado rey de Bosnia por el sultán otomano como respuesta a Nicolás de Ilok, quien también fue nombrado rey de Bosnia por el rey Matías Corvino de Hungría. Vojsalić sustituyó a Matija Sabančić como rey otomano de Bosnia.
Sin embargo, fue acusado de conspirar con el rey de Hungría contra los otomanos y destituido del trono. Después de esto, no volvió a mencionarse.